# Ea-nisza
Ea-nisza (akad. Ea-niša, w transliteracji z pisma klinowego zapisywane é-a-ni-ša) – małżonka (sum. lukur) króla Szulgi (2096-2048 p.n.e.) z III dynastii z Ur. Znana jest z własnej inskrypcji wotywnej umieszczonej na koralu wykonanym z agatu, w której dedykuje ona ten przedmiot „za życie Szulgiego” bogini Inanie. Zachował się również odcisk pieczęci cylindrycznej podarowanej jej przez Szulgiego, a także odciski pieczęci cylindrycznych kilku osób pozostających na jej służbie, w tym kapitana łodzi (má.laḫ4) o imieniu Enun-ku, skryby (dub.sar) o imieniu Lu-Nammu i ogrodnika (nu.giškiri4) o imieniu Lu-Narua.